# Boston Challenger
Il Boston Challenger è stato un torneo professionistico di tennis giocato su campi in cemento indoor. Faceva parte dell'ATP Challenger Series. L'unica edizione si è disputata a Boston negli Stati Uniti.

## Albo d'oro

### Singolare
| Anno | Campione       | Finalista      | Punteggio     |
| ---- | -------------- | -------------- | ------------- |
| 2005 | Paul Goldstein | Frank Dancevic | 5–7, 7–5, 6–3 |

### Doppio
| Anno | Campioni               | Finalisti                    | Punteggio |
| ---- | ---------------------- | ---------------------------- | --------- |
| 2005 | Ramón Delgado André Sá | Harsh Mankad Jeremy Wurtzman | 6–3, 6–2  |